# Deshler (Nebraska)
Pour les articles homonymes, voir Deshler.
La ville de Deshler est située dans le comté de Thayer, dans l’État du Nebraska, aux États-Unis. Lors du recensement de 2010, elle comptait 747 habitants.

## Source
- (en) Cet article est partiellement ou en totalité issu de l’article de Wikipédia en anglais intitulé « Deshler, Nebraska » (voir la liste des auteurs).